# Daniel Hernández (ur. 1994)
Daniel Hernández Trejo (ur. 16 lutego 1994 w San Juan del Río) – meksykański piłkarz występujący na pozycji lewego obrońcy lub defensywnego pomocnika.